# Bucovăț
Bucovăț este un oraș din raionul Strășeni situat în centrul Republicii Moldova, la aproximativ 26 km spre nord de Chișinău, pe malul râului Bâc, la intersecția drumurilor naționale Chișinău-Nisporeni și Chișinău-Ungheni. Este cel mai mic oraș din Republica Moldova.

## Istorie
Pentru prima dată Bucovăț este menționat într-un document din 25 aprilie 1420:
„Din mila lui Dumnezeu, noi, Alexandru voievod, domn al Țării Moldovei. Facem cunoscut, cu această carte a noastră, tuturor celor care o vor vedea sau o vor auzi citindu-se, că această adevărată slugă a noastră și credincios boier, pan Oană vornic, a slujit mai înainte sfântrăposaților noștri înaintași cu dreapta și credincioasa slujbă, iar astăzi ne slujește nouă cu dreapta și credincioasa slujbă. De aceea, noi, văzând dreapta și credincioasa lui slujbă către noi, l-am miluit cu deosebita noastră milă și i-am dat în țara noastră, în Moldova, satele anume Corneștii, și Miclăușeni, și Lozova, și Săcărenii, și Vornicenii, și Dumeștii și Țigăneștii și Lavreștii și Sadova și Homicești. ...

Iar hotarul acestor sate care sunt la Bucovăț, să fie începând de la mănăstirea lui Vărzar, pe deasupra prisăcii lui Acibco, pe vârful Horodiștei, la vârful Lozovei, la podul lui Girlanici, de la Fântâna Mică până la Fântâna Mare, iar dela Fântâna Mare, pe deasupra, la poiana Târnaucăi, de la poiana lui Chiprian, cu moara de pe Bâc, din Lunca cea Mică, și către Poroseci, și de la Poroseci la gura Pitușcăi, la seliștea lui Tigomir, iar de la seliștea lui Tigomir, pe deasupra Homiceștilor și pe deasupra Sadovei, și de la obârșia Sadovei la gura Conelii, iar de la gura Conelii, pe deasupra, la mănăstirea lui Vărzar. Și în acest hotar să-și întemeieze prisăci, câte va putea să întemeieze. Și îi întărim hotarele vechi, pe unde au folosit din veac.

...

Iar pentru mai mare întărire a tuturor celor mai sus-scrise, am poruncit slugii noastre credincioase, pan Isaia logofăt, să scrie și să atârne pecetea noastră la această carte a noastră.

La Suceava, în anul 6928 <1420> aprilie 25.”
În alt document din 1491, domnitorul Ștefan cel Mare vorbește de Apa Bucovăț, când întărește la Suceava uric pentru moșiile mănăstirii Humorului, firul hotarului fiind punctat prin mai multe localități, inclusiv Bucovăț. Este notoriu faptul că în lucrarea sa din 1904, Zamfir Arbore nu descrie satul Bocovăț, ci numai Valea Bucovățului și râul Bucovăț, limitându-se doar la satele de pe malul drept al acestuia.
În anul 1952 Bucovăț devine orășel. În acea perioadă se dezvoltă activ industria orașului, se deschid întreprinderi de vinificație, fabrica de conserve, combinatul avicol, etc.
Din anul 2002 Bucovăț este în relații de înfrățire cu orașul Appenino din Provincia Montefalcone, Italia, cu care efectuează schimburi socio-culturale și menține relații de colaborare.

## Resurse naturale
Suprafața totală a fondului funciar este de 789 ha, dintre care 286 ha sau 36% din suprafața totală sunt destinate industriei. Conform acestui indicator Bucovăț este una din cele mai industrializate localități din republică. Terenurile agricole ocupă o suprafață de 383 ha sau 48,6% din suprafața totală. În structura terenurilor agricole cea mai mare parte o ocupă terenurile arabile 242  ha, urmate de plantațiile multianuale 85,7 ha și pășuni 54 ha.
Resursele acvatice ale orașului sunt formate de râul Bâc care trece prin localitate și lunca lui. Suprafața totală a terenurilor de sub apă este de 7 ha.

## Administrație și politică
Componența Consiliului local Bucovăț (9 consilieri), ales la 5 noiembrie 2023, este următoarea:
|  | Partid                                       | Consilieri | Componență | Componență | Componență | Componență |
|  | -------------------------------------------- | ---------- | ---------- | ---------- | ---------- | ---------- |
|  | Partidul Acțiune și Solidaritate             | 4          |            |            |            |            |
|  | Partidul Socialiștilor din Republica Moldova | 3          |            |            |            |            |
|  | Partidul Social Democrat European            | 1          |            |            |            |            |
|  | Candidat independent ELISAVETA SUCIU         | 1          |            |            |            |            |

## Economie
Baza economiei locale o formează cei peste 160 agenți economici. Cea mai mare parte a lor sunt gospodăriile țărănești – 152. În afară de aceasta în oraș activează 3 întreprinderi individuale, 4 întreprinzători în bază de patentă, o societate pe acțiuni, 7 societăți cu răspundere limitată și o cooperativă de consum.
Principalii agenți economici din teritoriu sunt: fabrica de vinuri și întreprinderea avicolă.

## Infrastructură
În oraș sunt 558 de case și apartamente, dintre care 110 sau 20% sunt conectate la rețeaua de aprovizionare cu apă, care se alimentează din 4 fântâni arteziene. Din numărul total de case și apartamente 200 sunt telefonizate, ceea ce reprezintă 35,8%. Lungimea totală a drumurilor din localitate este de 15 km, dintre care 4 km drumuri naționale, restul locale.

## Social
Populația orașului Bucovăț este de 1.800 persoane. Din numărul total al populației 1.241 sau 87,3% sunt moldoveni, restul 6,2% – ruși, 4,7% – ucraineni și 1,8% sunt reprezentanți ai altor minorități naționale.
Infrastructura socială din oraș este formată de o școală în care învață 190 elevi, un punct medical cu 3 medici, o casă de cultură și o bibliotecă publică.

## Finanțele publice locale
Volumul veniturilor publice locale în anul 2002 au constituit 1.056 mii lei, cu 54% mai mult decât în anul precedent. Cea mai mare parte a veniturilor bugetului local sunt formate din transferuri – 759,8 mii lei sau 72% din totalul veniturilor.
În structura cheltuielilor prevalează cele pentru educație – 695 mii lei și pentru întreținerea aparatului primăriei – 189,6 mii lei.

## Personalități
Originar din Bucovăț este campionul mondial la jocuri de dame, Ion Dosca.